# Abraham Lüttringhausen
Abraham Lüttringhausen (* Oktober 1684 in Elberfeld (heute Stadtteil von Wuppertal); † November 1756 ebenda) war Bürgermeister von Elberfeld.
Lüttringhausen wurde als Sohn des Garnbleichers Abraham Lüttringhausen (1649 bis ca. 1698) und dessen zweiter Ehefrau Helena Teschemacher (1655 bis ca. 1705) geboren und am 18. Oktober 1684 getauft. Der Vater betrieb sein Geschäft auf dem Hof vorm Holz bei Elberfeld, ist aber später in die Stadt gezogen. Dort war der Sohn Abraham als Kaufmann tätig und heiratete am 17. Juni 1704 die aus Elberfeld stammende Helena Wülfing (1678–1741). Sie war die Tochter von Gottfried Wülfing (1633–1695), dem Bürgermeister des Jahres 1694. Aus der Ehe gingen neun Kinder hervor, von denen vier jung verstarben. Unter anderem war ihr Sohn Johann Abraham Lüttringhausen, der 1757 Bürgermeister war.
Abraham Lüttringhausen wurde 1724 erstmals zum Bürgermeister vorgeschlagen, wurde aber nicht gewählt. In den beiden darauffolgenden Jahren war er jeweils Ratsmitglied, bevor er 1732 für das Amt des Bürgermeisters vorgeschlagen und gewählt wurde. Daraufhin wurde er 1733 Stadtrichter von Elberfeld und ab dem 19. Juni 1734 war er Schöffe des Stadtgerichts.